# Jean Verdier
Jean Verdier (Lacroix-Barrez, 19 febbraio 1864 – Parigi, 9 aprile 1940) è stato un cardinale e arcivescovo cattolico francese.

## Biografia
Entrato nella Compagnia dei Sacerdoti di San Sulpizio nel 1886, nel 1929 fu eletto arcivescovo di Parigi.
Papa Pio XI lo elevò al rango di cardinale nel concistoro del 16 dicembre 1929.
Negli anni Trenta il movimento liturgico ispirò la costruzione di nuovi edifici di culto. Nel 1931 il cardinale lanciò la campagna I cantieri del Cardinale per la dotare di chiese i quartieri periferici di nuova fondazione. Dal 1931 al 1939 furono edificate cento nuove chiese.

## Genealogia episcopale e successione apostolica
La genealogia episcopale è:
- Cardinale Scipione Rebiba
- Cardinale Giulio Antonio Santori
- Cardinale Girolamo Bernerio, O.P.
- Vescovo Claudio Rangoni
- Arcivescovo Wawrzyniec Gembicki
- Arcivescovo Jan Wężyk
- Vescovo Piotr Gembicki
- Vescovo Jan Gembicki
- Vescovo Bonawentura Madaliński
- Vescovo Jan Małachowski
- Arcivescovo Stanisław Szembek
- Vescovo Felicjan Konstanty Szaniawski
- Vescovo Andrzej Stanisław Załuski
- Arcivescovo Adam Ignacy Komorowski
- Arcivescovo Władysław Aleksander Łubieński
- Vescovo Andrzej Stanisław Młodziejowski
- Arcivescovo Kasper Kazimierz Cieciszowski
- Vescovo Franciszek Borgiasz Mackiewicz
- Vescovo Michał Piwnicki
- Arcivescovo Ignacy Ludwik Pawłowski
- Arcivescovo Kazimierz Roch Dmochowski
- Arcivescovo Wacław Żyliński
- Vescovo Aleksander Kazimierz Bereśniewicz
- Arcivescovo Szymon Marcin Kozłowski
- Vescovo Mečislovas Leonardas Paliulionis
- Arcivescovo Bolesław Hieronim Kłopotowski
- Arcivescovo Jerzy Józef Elizeusz Szembek
- Vescovo Stanisław Kazimierz Zdzitowiecki
- Cardinale Aleksander Kakowski
- Papa Pio XI
- Cardinale Jean Verdier, P.S.S.

La successione apostolica è:
- Arcivescovo René Graffin, C.S.Sp. (1932)
- Vescovo Patrice Flynn (1932)
- Vescovo Georges-Eugène-Emile Choquet (1935)
- Arcivescovo Roger-Henri-Marie Beaussart (1935)
- Arcivescovo Pierre-Maurice-Marie Rivière (1936)
- Arcivescovo Charles-Albert Gounot, C.M. (1937)